# Through Her Eyes
Through Her Eyes è un singolo del gruppo musicale statunitense Dream Theater, pubblicato il 10 marzo 2000 come secondo estratto dal quinto album in studio Metropolis Pt. 2: Scenes from a Memory.

## Descrizione
Brano conclusivo del primo atto, Through Her Eyes è una power ballad calata nell'atmosfera concept dell'album (del quale rappresenta la scena conclusiva del primo atto) e presenta un arrangiamento molto semplice rispetto agli standard del gruppo. Esso è infatti caratterizzato da un riff di chitarra acustica di John Petrucci e dalla totale assenza di Mike Portnoy, che lascia il posto ad una batteria elettronica. John Myung, invece, esegue continue fioriture nei passaggi tra un accordo e l'altro mediante un basso fretless.
Del brano esiste anche una versione alternativa (presente come b-side del singolo) che presenta un assolo di sassofono eseguito da Jay Beckenstein, noto per aver collaborato in precedenza con i Dream Theater al singolo Another Day.

## Tracce
Musiche dei Dream Theater.
CD singolo (Europa, Stati Uniti)
1. Through Her Eyes (Radio Edit) – 4:24 (testo: John Petrucci)
2. Through Her Eyes (Alternate Album Mix) – 6:01 (testo: John Petrucci)
3. Home (Live) – 14:15 (testo: Mike Portnoy)
4. When Images and Words Unite (Live) – 15:53

CD singolo (Giappone)
1. Through Her Eyes (Radio Edit) – 4:24 (testo: John Petrucci)
2. Through Her Eyes (Alternate Album Mix) – 6:01 (testo: John Petrucci)
3. Home (Radio Edit) – 5:38 (testo: Mike Portnoy)
4. Home (Live) – 14:15 (testo: Mike Portnoy)
5. When Images and Words Unite (Live) – 15:53

## Formazione
Gruppo
- James LaBrie – voce
- John Petrucci – chitarra, voce
- John Myung – basso
- Jordan Rudess – tastiera
- Mike Portnoy – batteria, percussioni, voce

Altri musicisti
- Theresa Thomason – voce aggiuntiva

## Date di pubblicazione
| Paese       | Data di pubblicazione | Formati |
| ----------- | --------------------- | ------- |
| Italia      | 10 marzo 2000         | CD      |
| Svizzera    | 10 marzo 2000         | CD      |
| Danimarca   | 17 marzo 2000         | CD      |
| Svezia      | 17 marzo 2000         | CD      |
| Paesi Bassi | 24 marzo 2000         | CD      |
| Germania    | 27 marzo 2000         | CD      |
| Francia     | 31 marzo 2000         | CD      |
| Giappone    | 19 aprile 2000        | CD      |